# Bourane
Pour les articles homonymes, voir Buran.

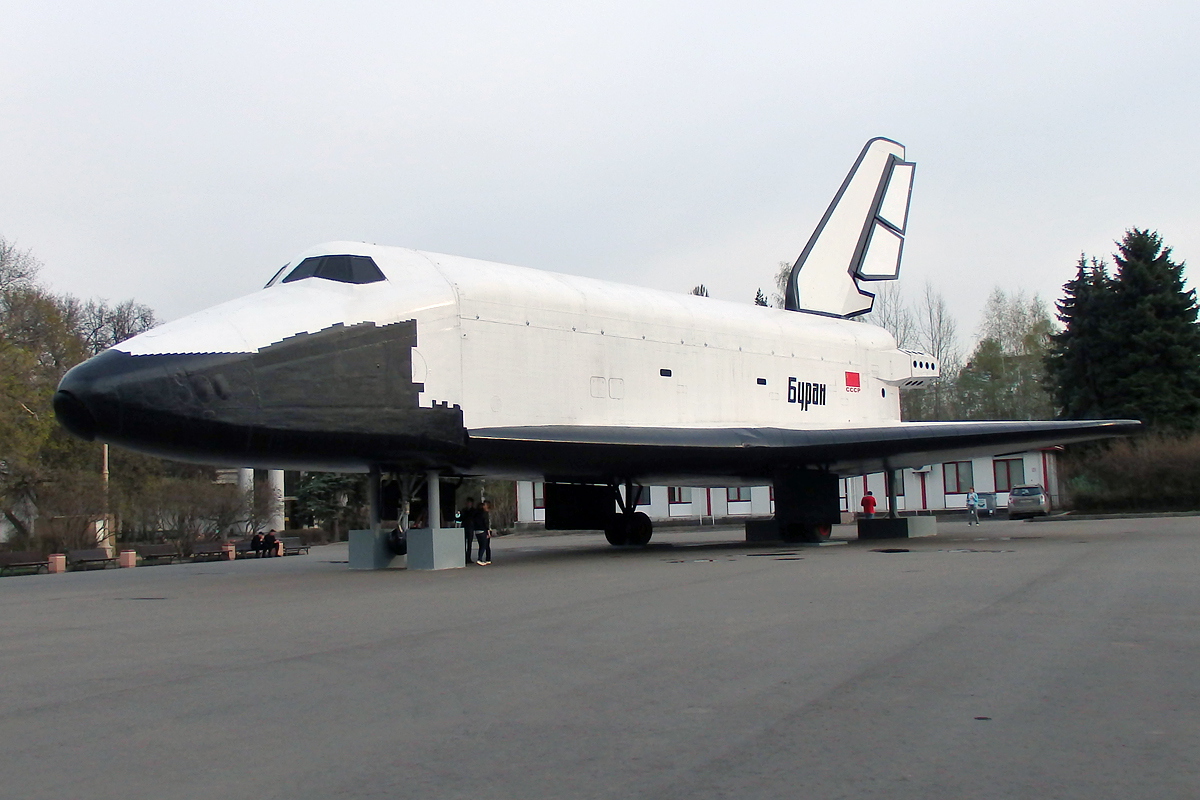
Maquette de l'orbiteur OK-TVA, en exposition au Centre panrusse des expositions (VDNKh), à Moscou.

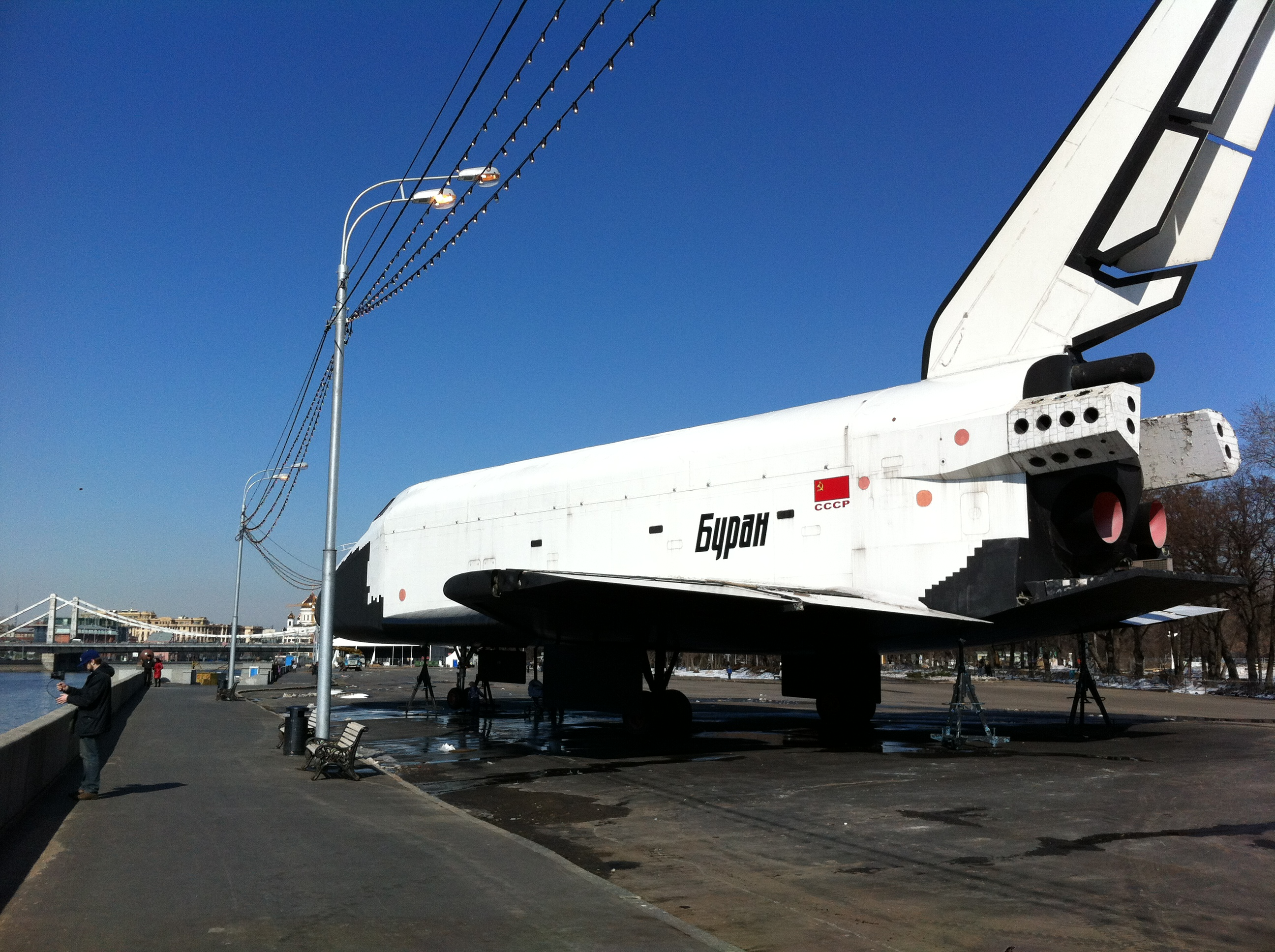
Buran OK-TVA exposé à Moscou (2012).

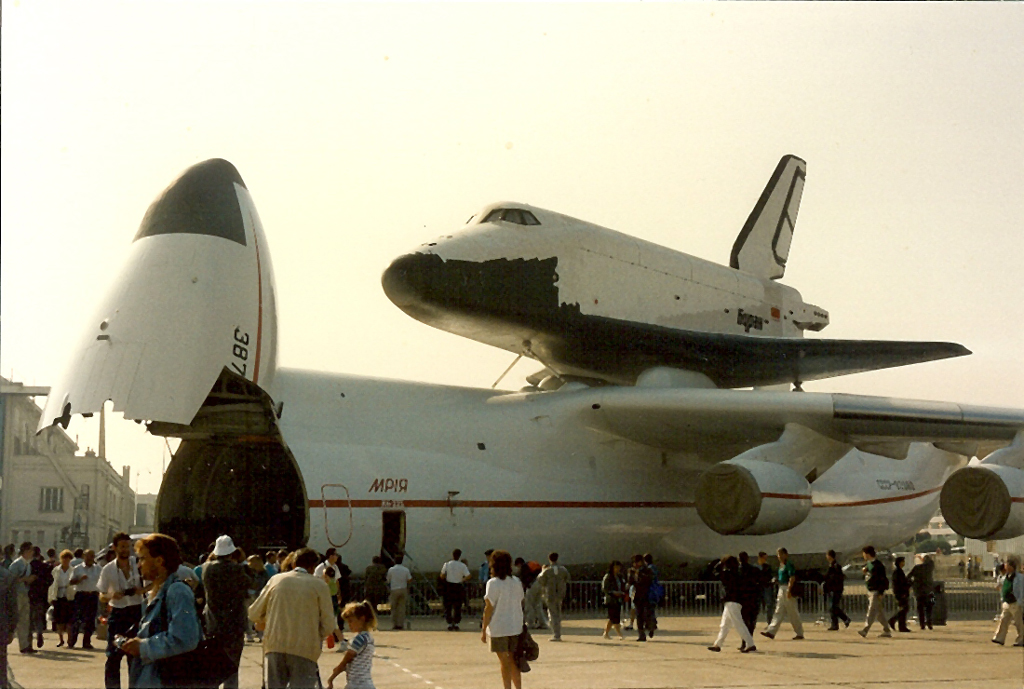
Bourane au Salon du Bourget 1989.

Bourane, ou Buran selon la transcription anglaise (« Бура́н » signifie « tempête de neige » en russe), est un programme de vaisseau spatial réutilisable soviétique, lancé en 1976 en réponse au programme américain de navettes spatiales.
Les dirigeants soviétiques, qui étaient persuadés que ce programme américain serait utilisé à des fins militaires, ont voulu disposer d'un engin équivalent afin de maintenir l’équilibre des puissances durant la guerre froide. 
Ce projet a été le plus important et le plus coûteux de l’histoire de l’exploration spatiale soviétique.

## Caractéristiques de Bourane
La construction de cinq navettes Bourane a été lancée mais une seule a volé. Un deuxième exemplaire a été achevé tandis que la construction des trois autres était en cours lorsque le programme a été arrêté. De nombreux autres modèles ont été construits pour la mise au point de Bourane dont un exemplaire doté de quatre réacteurs d'avion, qui a permis de tester son comportement en vol subsonique. Tout comme les premiers essais des navettes américaines, les pilotes disposaient de sièges éjectables. La cabine pressurisée comporte quatre places pour les pilotes et six places passager. D'une masse de 75 tonnes à vide, elle peut emporter 27 tonnes en orbite à 450 km (contre 24 tonnes pour les navettes américaines). La fusée Energuia permet de lancer la navette Bourane.

## Développement de Bourane
Le développement du programme Bourane commence au début des années 1970 en réponse au programme de navettes spatiales des États-Unis. Bien que les ingénieurs eussent préféré un véhicule plus petit et plus léger avec un corps portant, les Soviétiques firent pression pour concevoir une navette de la même taille que les Américains et s'inspirant fortement de ceux-ci.
La construction de la navette a débuté en 1980 et, en 1984, le premier et unique modèle fut sorti des usines. En 1983 eut lieu le test d’un modèle réduit. Mais comme le projet prenait constamment du retard, par manque de fonds et surtout à cause de nombreux échecs, le programme de la navette Bourane fut abandonné. Vingt-quatre vols d’essais auraient eu lieu avec le premier modèle complet avant que la navette soit déclarée apte au service.
L’Antonov An-225 a servi à transporter la navette spatiale Bourane de son site de construction jusqu'à son site de lancement, tenant le même rôle que le 747 modifié (Shuttle Carrier Aircraft) utilisé par les navettes spatiales américaines.

## Premier vol
Le premier vol de la fusée Energuia s’est fait avec une charge militaire Polious de 80 tonnes. Si la fusée a accompli correctement sa tâche, le système de guidage de Polious n’a pas fonctionné correctement et il s’est abîmé dans l’Océan Pacifique.
Le seul et unique vol orbital (en mode automatique) de la navette a eu lieu le 15 novembre 1988 à 3 h 00 UTC dans des conditions météo défavorables. L’orbiteur a été mis en orbite par une fusée Energuia. Le système de support de vie n’était pas installé et il n’y avait aucun logiciel d’interface homme-machine.
Après huit minutes de vol, Bourane a été placée en orbite à 160 km d'altitude. La navette a ensuite utilisé ses propres moteurs pour atteindre 250 km, a fait deux fois le tour de la Terre avant de revenir et d’effectuer un atterrissage en mode automatique sur l’aérodrome de Baïkonour (un avion a accompagné la navette pour la filmer durant l'atterrissage. Celle-ci touche lentement la piste d'atterrissage et freine peu à peu jusqu'à s'arrêter avec l'avion d'accompagnement à côté d'elle qui passe de l'autre côté en survolant la navette de quelques mètres). Elle a aussi démontré la possibilité d’utiliser une navette pour des missions non habitées.
Une partie de la mission a été retransmise à la télévision, mais pas le décollage, ce qui a provoqué des spéculations sur une possible supercherie. Finalement, la vidéo du lancement a été rendue publique.

## Fin du programme
Le projet a été abandonné après son premier vol faute d’argent et du fait de la situation politique en URSS. Les deux autres navettes qui devaient être livrées en 1990 et 1992 n’ont jamais été achevées et le projet a officiellement pris fin en 1993.
Bourane devait servir de lien avec la station Mir, qui a été lancée en 1986 et qui est restée en service jusqu’en 2001. 
Le module d’arrimage Mir-Bourane qui devait être utilisé pour les rendez-vous spatiaux a finalement été modifié pour servir à la connexion avec la navette américaine.

### Devenir des navettes

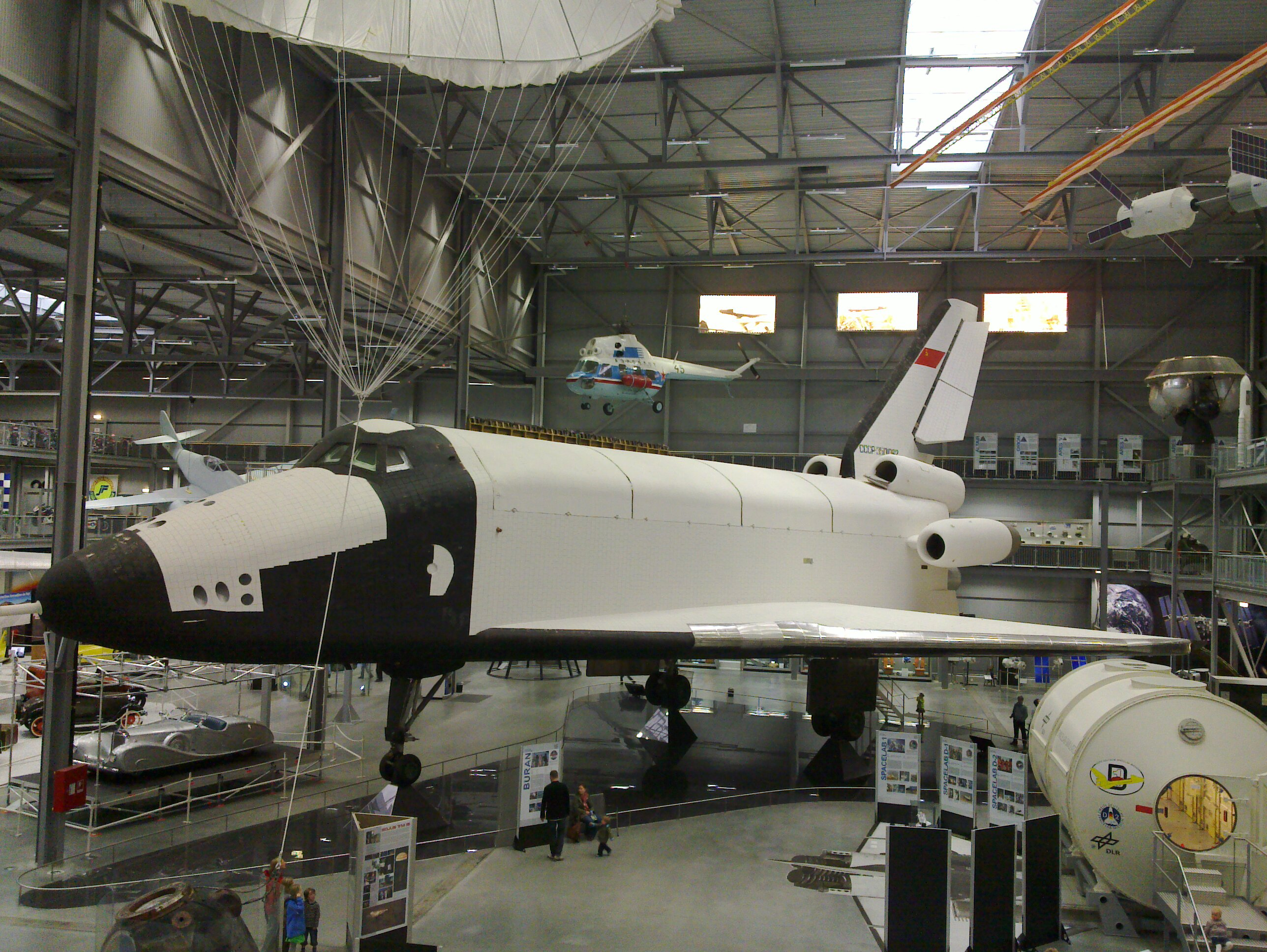
OK-GLI au musée des techniques de Spire.

Les deux navettes assemblées 1.01 (Bourane) et 1.02 (Ptichka) et tout le reste du projet sont désormais la propriété de la république du Kazakhstan. Le 12 mai 2002, le toit du hangar abritant la navette 1.01 (la seule ayant fait un vol orbital) et le lanceur Energuia sur lequel elle était montée s’est effondré par suite d'un mauvais entretien. L’accident a totalement détruit l’engin et tué sept ouvriers,.
Bourane 2.01 et 2.02 (cette deuxième série avait un poste de pilotage modifié) n’ont jamais quitté leur usine de Touchino où elles sont dans un piètre état. Des morceaux de ces véhicules ont été vendus sur Internet.
L’orbiteur 2.03 partiellement assemblé a finalement été démantelé quand le programme a pris fin et n’existe plus aujourd’hui.
En plus des cinq engins de « production », il y avait huit véhicules de test utilisés pour les essais statiques, atmosphériques, d’intégration et l’entraînement des équipages. Ces engins avaient les numéros de série suivants :
- OK-ML (plus tard OK-ML-1) - Tests statiques, actuellement à Baïkonour ;
- OK-GLI - Tests atmosphériques, équivalent de l’orbiteur américain Enterprise ;
- OK-KS - Tests d’intégration des systèmes, actuellement à l’usine Energuia ;
- OK-MT - Maquette d’ingénierie, actuellement à Baïkonour ;
- OK-? - Tests statiques ? ;
- OK-TVI - Tests de résistances aux conditions spatiales ? ;
- OK-? - Tests statiques ? ;
- OK-TVA - Tests statiques, actuellement à VDNKh à Moscou[6] (précédemment au parc Gorki).

Le véhicule OK-GLI a été équipé de quatre réacteurs avec un réservoir de carburant occupant un quart de la baie cargo de la navette. Ainsi, Bourane eut pu décoller par ses propres moyens, contrairement au véhicule américain de test « Enterprise », qui est largué depuis un avion porteur.
Après l’annulation du programme, le véhicule OK-GLI a été stocké dans la base aérienne Joukovski près de Moscou et il a été acheté par une entreprise australienne, « Buran Space Corporation ». Il a été transporté à Sydney en Australie via Göteborg en Suède. Arrivée le 9 février 2000 la navette a été exposée comme attraction touristique pendant quelques années sur Darling Harbour. Les visiteurs pouvaient marcher dans le véhicule et une tournée des villes australiennes et d’Asie était planifiée. À la suite de la faillite du propriétaire, le véhicule a été abandonné à l’air libre où il a subi de nombreuses dégradations. La navette OK-GLI a été retrouvée en septembre 2004 à Bahreïn par une équipe allemande et a été achetée par le musée des techniques de Spire qui a entrepris de le transférer dans son musée en 2008.

## Apparition dans la culture
- Dans la version Game Boy du célèbre jeu vidéo Tetris, le décollage de Bourane, que nombreux joueurs occidentaux confondent avec la navette spatiale américaine, est le cadeau de fin pour ceux qui réussissent le jeu en mode B avec les réglages les plus difficiles[9].
- Dans la deuxième saison de la série uchronique For All Mankind, Bourane est fonctionnelle et militarisée, et permet aux Soviétiques de faire le blocus de la Lune.

### Presse écrite
- (en) « Soviet space shuttle detailed », Flight International magazine, Business Press International (via FlightGlobal Archive), vol. 135, no 4157,‎ 25 mars 1989, p. 12 (ISSN 0015-3710, lire en ligne [PDF]).